# Classe M1940
La Classe M 40 est une grande série de dragueurs de mines construite pour la Kriegsmarine au début de la Seconde Guerre mondiale dans de nombreux chantiers navals.

## Contexte
Le Type M 35 était un très bon bateau mais il était trop complexe et coûteux à construire en temps de guerre. Un type d'unités simplifié a été construit, c'est le Type M 40. En raison de la pénurie de mazout ces bâtiments chauffent au charbon.

## Service
Ces bâtiments, à l'exception des opérations de déminage, ont été affectés à des missions d'escorte et de lutte anti-sous-marine. Leur champ d'action s'est limité à la mer Baltique et de Norvège, et à la côte nord de l'Europe.

Certaines unités ont servi comme canonnière dans la Manche avec une artillerie renforcée : 2 canons de 105 mm, 3 à 4 canons de 40 mm et jusqu'à 8 canons de 20 mm. Une douzaine furent aussi équipés de tube lance-torpilles.

## Après guerre
Beaucoup de bâtiments n'ont pas été détruits pendant la guerre. Après 1945 certains d'entre-eux furent affectés aux activités de déminage dans le service de déminage allemand.
131 unités ont été construites, la plupart dans des chantiers navals néerlandais.
 63 ont été perdus pendant la guerre. 

Plus de 60 navires ont été transférés dans les marines alliées.

## Marine française
Après la guerre, la France reçut 12 dragueurs de mines allemands de Type M 40 au titre des dommages de guerre. Seulement trois furent remis en service et les autres envoyés à la ferraille en 1949. 
- Aisne (ex-M452) lancé le 7 février 1943. Transfert à la France (1947-1949)
- Marne (ex-M442) lancé le 17 août 1942. Transfert à la France (1947-1953)
- Suippe (ex-M432) lancé le 7 mars 1942. Transfert à la France (1947-1953)